# Андрей Кончаловски
Андрѐй Сергѐевич Михалко̀в-Кончало̀вски (на руски: Андрей Сергеевич Михалков-Кончаловский) е съветски, американски и руски режисьор, киноартист, продуцент и сценарист.

## Биография
Андрей Михалков е роден на 20 август 1937 г. в Москва. Той е син на писателя Сергей Михалков и брат на режисьора Никита Михалков, но приема псевдонима Кончаловски по моминското име на майка си. Често е споменаван като Андрон, но, както той заявява няколко пъти, Андрон го е наричал само дядо му и никога не е било негово официално име; той предпочита името Андрей.
Първоначално учи пиано в Московската консерватория, но през 60-те години започва да се интересува от кино. Той се запознава с Андрей Тарковски, заедно с когото пише сценариите на режисираните от Тарковски „Валяк и цигулка“ (1961) и „Андрей Рубльов“ (1966).
През 1964 г. Андрей Кончаловски режисира първия си пълнометражен филм. Филмът му „Сибириада“ (1979) постига успех на Фестивала в Кан, след което емигрира в Съединените щати. Режисира няколко филма в Холивуд, преди да се завърне в Русия през 90-те години.

## Избрана филмография
| година | филм                                      | оригинално заглавие                                     | бележки |
| ------ | ----------------------------------------- | ------------------------------------------------------- | ------- |
| 1965   | Първият учител                            | Первый учитель                                          |         |
| 1967   | Историята на Ася Клячина                  | История Аси Клячиной, которая любила, да не вышла замуж |         |
| 1969   | Дворянско гнездо                          | Дворянское гнездо                                       |         |
| 1979   | Сибириада                                 | Сибириада                                               |         |
| 1985   | Влакът беглец                             | Runaway Train                                           |         |
| 1989   | Танго и Кеш                               | Tango & Cash                                            |         |
| 1996   | Люмиер и компания                         | Lumière et compagnie                                    |         |
| 2002   | Домът на глупците                         | Дом дураков                                             |         |
| 2003   | Лъвът през зимата                         | The Lion in Winter                                      |         |
| 2012   | Битката за Украйна                        | Битва за Украину                                        |         |
| 2014   | Белите нощи на пощальона Алексей Тряпицин | Белые ночи почтальона Алексея Тряпицына                 |         |
| 2020   | Скъпи другари                             | Дорогие Товарищи                                        |         |